# Stéphane Udry
Stéphane Udry (ur. 1961 w Sionie) – szwajcarski astronom związany z Uniwersytetem Genewskim, zajmujący się obecnie przede wszystkim poszukiwaniem planet pozasłonecznych.

## Życiorys
Początkowo badacz zajmował się dynamiką galaktyk. Po otrzymaniu w 1992 doktoratu spędził dwa lata na Uniwersytecie Rutgersa w New Jersey. Po powrocie do Genewy podjął współpracę z Michelem Mayorem, odkrywcą 51 Pegasi b – pierwszej poznanej pozasłonecznej planety krążącej wokół gwiazdy ciągu głównego.
Obecnie astronom koncentruje się na analizie odchyleń prędkości radialnych gwiazd. W rezultacie badań miał współudział w odkryciu 84 pozasłonecznych planet.
Razem z zespołem odkrył w 2007 odległą od nas o 20 lat świetlnych prawdopodobnie ziemiopodobną planetę Gliese 581 c krążącą wokół gwiazdy Gliese 581 w takiej odległości, gdzie temperatura powierzchni planet pozwala na istnienie wody w stanie ciekłym, a co za tym idzie istnieją na niej warunki dogodne do powstania życia tlenowego.
4 kwietnia 2007 otrzymał nominację profesorską.